# محمد الأول بن بولاد
كان محمد الأول بن بولاد أو محمود خان (حكم من 1342 إلى 1343) من خانية جغتاي. كان حفيد حفيد غياث الدين باراق خان.
لا يعرف الكثير عنه. وفقًا لكتاب شجرة الترك، فقد حاول وقف الانحلال السياسي داخل دائرة قصره. يبدو أن محمود أو محمد كان مسلماً يحكم باسمه.